# 明方村立寒水小学校
明方村立寒水小学校 （みょうがたそんりつ かのみずしょうがっこう）は、かつて岐阜県郡上郡明方村（現・郡上市）に存在した公立小学校。

## 概要
- 現在の郡上市明宝寒水が校区の小学校であった。1973年、奥明方小学校、奥住小学校と統合。明方小学校（現・明宝小学校）の新設により廃校。
- 廃校後、校舎は1974年3月まで明方小学校寒水分教室として使用されたが、2003年に取り壊された。跡地は寒水掛踊伝承館と消防団器具置場及び車庫となっている。石垣が往時をしのぶ唯一の面影となっている。

## 沿革
- 1873年（明治6年）7月 - 楠実義校の支校として、寒水村に寒水支校が開校。本光寺[注釈 2]を仮校舎とする。教師は常設されず、楠実義校の教師が巡回指導を行う（1878年迄）。
- 1875年（明治8年）11月 - 大谷義校寒水支校に改称する。
- 1877年（明治10年）
  - 3月 - 大谷義校から独立し、寒水学校に改称する。
  - 5月 - 移転。白山神社[注釈 3]拝殿を改修して校舎とする。
- 1892年（明治15年）10月 - 白山神社隣接地に新築移転。
- 1886年（明治19年）11月 - 寒水簡易科小学校に改称する。
- 1893年（明治26年）4月 - 寒水尋常小学校に改称する。
- 1897年（明治30年）4月1日 - 大谷村、寒水村、気良村、小川村、畑佐村、二間手村、奥住村が合併し奥明方村が発足。
- 1905年（明治38年） - 補習学校を併設する。
- 1910年（明治43年）9月 - 新築移転。
- 1916年（大正5年）4月 - 奥明方第一尋常小学校に改称する。
- 1924年（大正13年）5月 - 奥明方第一尋常高等小学校に改称する。
- 1941年（昭和16年）4月1日 - 奥明方第一国民学校に改称する。
- 1947年（昭和22年）4月1日 - 奥明方村立寒水小学校に改称する。奥明方村立明方中学校寒水分校を併設。
- 1961年（昭和36年）4月 - 明方中学校寒水分校が廃止。
- 1970年（昭和45年）4月20日 - 奥明方村が明方村に改称する。同時に明方村立寒水小学校に改称する。
- 1973年（昭和48年）3月 - 統合により明方小学校寒水分教室となる。
- 1974年（昭和49年）3月 - 明方小学校寒水分教室、閉校。

## その他
- 寒水小学校の「寒水」の読み方は「かのみず」であるが、昭和20年代～昭和末期にかけて、「かんすい」と誤読されることが発生していた。これは1947年に寒水小学校に改称、及び奥明方中学校寒水分校の設置により、児童生徒が「かんすい」と誤読し、定着してしまったからという[1]。